# Albert von Schüngel
Albert von Böckenförde genannt Schüngel (* um 1344; † zwischen 1414 und 1421) war ein Angehöriger der westfälischen Adelsfamilie Böckenförde genannt Schüngel. Er wird als Herr zu Neheim und Balve, Drost zu Werl und Balve, Rat des Erzbischofs von Köln und Belehnter des Stifts Essen genannt.

## Leben
Albert ist 1370 als Gläubiger des Erzbischofs von Köln Kuno von Falkenstein wegen der Schulden von Gottfried, dem letzten Grafen von Arnsberg, bezeugt. Er ist 1375 Eheberedungszeuge bei Evert v. Mengede und Elisabeth v. Blyndorpe, 1381 Garant des Friedensvertrages zwischen dem Erzbischof von Köln Friedrich III. von Saarwerden und Johann Graf von Nassau-Siegen, sowie 1382 und 1387 Siegelzeuge des Erzbischofs von Köln. 1388 wird er Drost und oberster Richter zu Werl, 1392 kurkölnischer Amtmann von Balve und Affeln und ist 1397 erneut als Zeuge des Erzbischofs von Köln genannt. 1400 wird er als Drost zu Balve, 1406 als Amtmann zu Arnsberg bezeichnet, ersteres ist letztmals 1414 belegt. 1421 werden seine das Erbe teilenden Kinder Degenhard und Heidenreich aus erster Ehe sowie Albert aus zweiter Ehe genannt, zwei weitere Kinder sind belegt.